# 레드햇 리눅스
레드햇 리눅스(Red Hat Linux)는 미국에 본부를 둔 레드햇사가 개발하던 리눅스 배포판으로 현재는 레드햇사가 유료로 기술지원을 하는 기업용 레드햇 엔터프라이즈 리눅스와 페도라 프로젝트에서 개발하고 있는 페도라로 나뉘어 있다.
레드햇 리눅스는 지원 없이 무료로 사용하거나, 기술지원을 받는 리눅스 배포판으로 알려져 왔다.
페도라 프로젝트는 레드햇과는 다른 독립적인 조직으로 레드햇사는 스폰서로서만 참가하고 있다. 또 페도라 프로젝트가 개발하는 리눅스 배포판인 페도라 개발에 엔지니어를 파견하고 있다.
무료 리눅스 배포판을 독립시키고 레드햇은 기업용 유료 리눅스 배포판인 레드햇 엔터프라이즈 리눅스(RHEL)의 개발과 지원에만 전념하게 되었다.

## 현재 상태
'레드햇 리눅스 9'까지 나왔으며, 레드햇사에 의한 공식지원은 2004년 4월까지 이루어졌다. 이후 레드햇 사의 공식지원은 없지만 페도라 프로젝트의 Fedora Legacy 그룹의 지원(업데이트 패키지의 제공)이 계속되고 있다. 그밖에도 과거 Red Hat Linux를 업무용으로 사용하는 회사를 위한 지원 서비스를 하는 회사도 존재한다.
레드햇 리눅스 7.x 및 8.0 의 지원은 2003년 말에 종료되었다. 이 또한 Fedora Legacy 그룹이 지원하고 있었으나, 현재는 지원을 멈춘 상태이다. 현재는 레드햇 엔터프라이즈 리눅스라는 이름으로 계속 지원/개발되고 있으며 2010년 8월 기준으로 6.1이 출시된 상태다. 2015년 기준으로는 RHEL 7 버전까지 나온상태이다.
- 페도라 프로젝트 - 레드햇 리눅스의 역사
- 레드햇사 - 리눅스 문서
- (영어) 레드햇 리눅스 - 디스트로워치

## 같이 보기
- 부요(Booyo) - 리눅스 배포판